# Glenury
Glenury oder Glenury Royal war eine Whiskybrennerei in Stonehaven, Aberdeenshire, Schottland. Sie wird der Whiskyregion Highlands zugerechnet.

## Geschichte
Die Brennerei wurde 1825 von Robert Barclay-Allardice, einem Abgeordneten des Britischen Parlaments, in Stonehaven gegründet. Etwas später erhielt die Brennerei von König Georg IV. die Erlaubnis, den Namenszusatz Royal zu führen, ein Privileg, das bis heute nur zwei weiteren Whiskybrennereien (Royal Lochnagar und Royal Brackla) zuteilwurde. 1857 wurde die Brennerei von William Ritchie aus Glasgow erworben. Im Jahre 1938 ging sie an Associated Scottish Distillers über. 1953 wurde sie von Distiller Company Ltd. (DCL) erworben und in deren Tochtergesellschaft Scottish Malt Distillers Ltd. (SMD) integriert. 1965 wurde die Anlage überholt und die Anzahl der Brennblasen auf vier erhöht. Die letzten Brände wurden 1985 hergestellt und die Destillerie dann stillgelegt. Das Gelände wurde 1992 verkauft und die Gebäude 1993 abgerissen. Heute erinnern noch die Straßen Glenury Road und Glenury Crescent sowie eine Bushaltestelle an die ehemals in unmittelbarer Nähe liegende Brennerei.

## Produktion
Das benötigte Wasser stammte aus dem Fluss Cowie. Zuletzt waren jeweils zwei Grobbrennblasen (Wash Stills) und Feinbrandblasen (Spirit Stills) installiert.

## Abfüllungen
Glenury füllte viele seiner Brände als Single-Malts ab. Auch heute sind diese Whiskys noch im Rahmen der Rare Malt Series erhältlich. Des Weiteren gab es eine Reihe von Abfüllungen unabhängiger Abfüller.